# 북위 6도
북위 6도는 적도에서 북쪽으로 6도 떨어진 위선이다. 아프리카, 아시아, 태평양, 남아메리카, 대서양을 지난다.

## 지나가는 지역
본초 자오선에서 시작해서 동쪽 방향으로, 북위 6도선은 다음 지역을 지난다.
| 좌표                                                  | 나라, 지역, 해역    | 주석 |
| ----------------------------------------------------- | ------------------- | --- |
| 북위 6° 0′ 동경 0° 0′  / 북위 6.000° 동경 0.000°      | 가나                | |
| 북위 6° 0′ 동경 1° 3′  / 북위 6.000° 동경 1.050°      | 대서양              | 베냉만 - 토고 로메 바로 남쪽을 지나감 |
| 북위 6° 0′ 동경 4° 53′  / 북위 6.000° 동경 4.883°     | 나이지리아          | |
| 북위 6° 0′ 동경 9° 3′  / 북위 6.000° 동경 9.050°      | 카메룬              | |
| 북위 6° 0′ 동경 14° 26′  / 북위 6.000° 동경 14.433°   | 중앙아프리카 공화국 | |
| 북위 6° 0′ 동경 26° 46′  / 북위 6.000° 동경 26.767°   | 남수단              | |
| 북위 6° 0′ 동경 35° 0′  / 북위 6.000° 동경 35.000°    | 에티오피아          | |
| 북위 6° 0′ 동경 46° 2′  / 북위 6.000° 동경 46.033°    | 소말리아            | |
| 북위 6° 0′ 동경 48° 57′  / 북위 6.000° 동경 48.950°   | 인도양              | |
| 북위 6° 0′ 동경 73° 4′  / 북위 6.000° 동경 73.067°    | 몰디브              | 샤비야니 환초를 통과함 |
| 북위 6° 0′ 동경 73° 17′  / 북위 6.000° 동경 73.283°   | 인도양              | |
| 북위 6° 0′ 동경 80° 16′  / 북위 6.000° 동경 80.267°   | 스리랑카            | |
| 북위 6° 0′ 동경 80° 46′  / 북위 6.000° 동경 80.767°   | 인도양              | 인도네시아 웨섬 바로 북쪽을 지나감 |
| 북위 6° 0′ 동경 100° 20′  / 북위 6.000° 동경 100.333° | 말레이시아          | |
| 북위 6° 0′ 동경 101° 6′  / 북위 6.000° 동경 101.100°  | 태국                | |
| 북위 6° 0′ 동경 101° 58′  / 북위 6.000° 동경 101.967° | 말레이시아          | |
| 북위 6° 0′ 동경 102° 26′  / 북위 6.000° 동경 102.433° | 남중국해            | |
| 북위 6° 0′ 동경 116° 2′  / 북위 6.000° 동경 116.033°  | 말레이시아          | 사바주 - 풀라우가야섬과 보르네오섬 |
| 북위 6° 0′ 동경 117° 42′  / 북위 6.000° 동경 117.700° | 라북만              | |
| 북위 6° 0′ 동경 117° 55′  / 북위 6.000° 동경 117.917° | 말레이시아          | 사바주 - 보르네오섬 |
| 북위 6° 0′ 동경 118° 2′  / 북위 6.000° 동경 118.033°  | 술루해              | 필리핀 술루 제도 사이를 통과함 |
| 북위 6° 0′ 동경 120° 53′  / 북위 6.000° 동경 120.883° | 필리핀              | 홀로섬과 발랑귀귀섬 |
| 북위 6° 0′ 동경 121° 41′  / 북위 6.000° 동경 121.683° | 술라웨시해          | 필리핀 통귈섬 바로 남쪽을 지나감 |
| 북위 6° 0′ 동경 124° 35′  / 북위 6.000° 동경 124.583° | 필리핀              | 민다나오섬 |
| 북위 6° 0′ 동경 125° 7′  / 북위 6.000° 동경 125.117°  | 사랑가니만          | |
| 북위 6° 0′ 동경 125° 17′  / 북위 6.000° 동경 125.283° | 필리핀              | 민다나오섬 |
| 북위 6° 0′ 동경 125° 41′  / 북위 6.000° 동경 125.683° | 태평양              | 미크로네시아 연방 나몰루크 환초 바로 북쪽을 지나감 미크로네시아 연방 응가티크 환초 바로 북쪽을 지나감 미크로네시아 연방 핀지랩 환초 바로 남쪽을 지나감 |
| 북위 6° 0′ 동경 169° 26′  / 북위 6.000° 동경 169.433° | 마셜 제도           | 잴루잇 환초 |
| 북위 6° 0′ 동경 169° 44′  / 북위 6.000° 동경 169.733° | 태평양              | |
| 북위 6° 0′ 동경 172° 4′  / 북위 6.000° 동경 172.067°  | 마셜 제도           | 밀리 환초 |
| 북위 6° 0′ 동경 172° 6′  / 북위 6.000° 동경 172.100°  | 태평양              | 미국령 군소 제도 팔미라 환초 바로 북쪽을 지나감 |
| 북위 6° 0′ 서경 77° 20′  / 북위 6.000° 서경 77.333°   | 콜롬비아            | |
| 북위 6° 0′ 서경 67° 25′  / 북위 6.000° 서경 67.417°   | 베네수엘라          | |
| 북위 6° 0′ 서경 61° 19′  / 북위 6.000° 서경 61.317°   | 영토 분쟁 지역      | 가이아나가 실효적 지배하고, 베네수엘라가 영유권을 주장하는 지역                                                                                        |
| 북위 6° 0′ 서경 58° 34′  / 북위 6.000° 서경 58.567°   | 가이아나            | |
| 북위 6° 0′ 서경 57° 9′  / 북위 6.000° 서경 57.150°    | 대서양              | |
| 북위 6° 0′ 서경 55° 3′  / 북위 6.000° 서경 55.050°    | 수리남              | 최북단 지점 - 약 3km |
| 북위 6° 0′ 서경 55° 1′  / 북위 6.000° 서경 55.017°    | 대서양              | |
| 북위 6° 0′ 서경 10° 12′  / 북위 6.000° 서경 10.200°   | 라이베리아          | |
| 북위 6° 0′ 서경 7° 47′  / 북위 6.000° 서경 7.783°     | 코트디부아르        | |
| 북위 6° 0′ 서경 3° 5′  / 북위 6.000° 서경 3.083°      | 가나                | |

## 같이 보기
- 북위 5도
- 북위 7도